# Sphaerozetes polygonalis
Sphaerozetes polygonalis är en kvalsterart som först beskrevs av Hammer 1962.  Sphaerozetes polygonalis ingår i släktet Sphaerozetes och familjen Ceratozetidae. Inga underarter finns listade i Catalogue of Life.